# Noam Dovrat
Noam Shimon Dovrat (in ebraico נועם שמעון דברת‎?; Rishon LeZion, 16 luglio 2002) è un cestista israeliano.

## Palmarès
- Coppa di Israele: 2

Hapoel Gerusalemme: 2023, 2024
- Coppa di Lega israeliana: 1

Hapoel Gerusalemme: 2023